# キリフダ
「キリフダ」は、PENGUIN RESEARCHの楽曲で、自身3作目の配信シングル。2020年4月27日にSACRA MUSICから配信された。

## 概要
表題曲は、テレビアニメ『シャドウバース』オープニングテーマとなっている。

## 収録曲
1. キリフダ [2:29]
  - 作詞・作曲：堀江晶太、編曲：堀江晶太、PENGUIN RESEARCH